# 唐尼維爾-勞森-杜蒙 (科羅拉多州)
唐尼維爾-勞森-杜蒙（英語：Downieville-Lawson-Dumont）是位於美國科羅拉多州克利爾克里克縣的一個人口普查指定地區。

## 地理
唐尼維爾-勞森-杜蒙的座標為39°45′59″N 105°36′55″W / 39.76639°N 105.61528°W，而該地最高點為海拔高度2442米（即8012英尺）。

## 人口
根據2010年美國人口普查的數據，唐尼維爾-勞森-杜蒙的面積為2.2平方千米，均為陸地。當地共有人口594人，而人口密度為每平方千米270人。